# Heterorhynchites azureus
Heterorhynchites azureus là một loài bọ cánh cứng trong họ Rhynchitidae. Loài này được Olivier miêu tả khoa học năm 1807.